# ابراهیم شاه (سلطان سلانگور)
سلطان ابراهیم شاه ابن‌المرحوم سلطان صالح‌الدین شاه (جاوی: سلطان إبراهیم شاه ابن المرحوم سلطان صالح الدین شاه؛ به‌هنگام تولد راجا ابراهیم بن راجا لومور، ح. 1736 – ۲۷ اکتبر ۱۸۲۶) دومین سلطان سانگور بود. او از سال ۱۷۷۸ تا ۱۸۲۶ که درگذشت، در مقام سلطان خدمت کرد.
سلطان ابراهیم شاه به عنوان یک حاکم قدرتمند فعال و انگلوفیل معروف بود. با وجود اینکه قلعه کوتا ملاواتی برای محافظت از منطقه ساخته شده بود، در روز ۱۳ ژوئیه ۱۷۸۴، هلند کوالا سلانگور را تصرف و او را از مقام سلطانی عزل و سپس تبعید کرد. سلطان ابراهیم در سال ۱۷۸۵، با کمک پاهانگ و یک حمله جسورانه، قلعه را دوباره پس گرفت. بعد از اینکه او به پراک کمک کرد تا از حضور سیام در پراک خلاص گردد، به خاطر کمک‌هایی که کرده بود تقاضای خراج کرد.
در سال ۱۸۱۸ در ادامه حکمرانی سلطان ابراهیم، سلانگور مبادرت به برقراری روابط سیاسی با بریتانیا کرد.